# ألفورد إل. ماكلولين
ألفورد إل. ماكلولين (بالإنجليزية: Alford L. McLaughlin)‏ هو عسكري أمريكي، ولد في 28 مارس 1928 في ليدز في الولايات المتحدة، وتوفي في 14 يناير 1977.